# St. Johannes der Täufer und St. Cäcilia (Rasdorf)

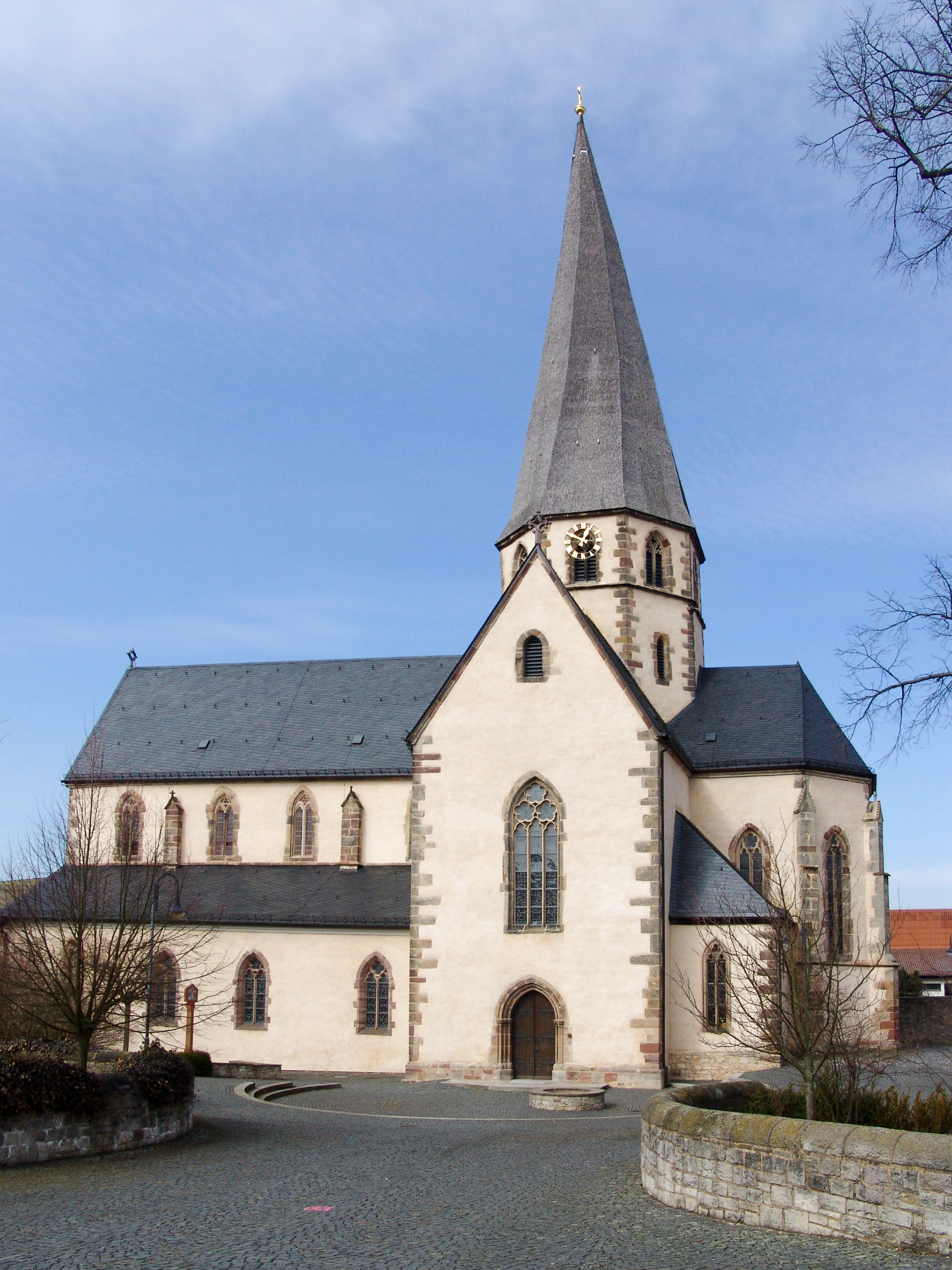
St. Johannes der Täufer und St. Cäcilia (Rasdorf)

Die römisch-katholische Pfarrkirche St. Johannes der Täufer und St. Cäcilia ist ein denkmalgeschütztes Kirchengebäude, das in Rasdorf steht, einer Gemeinde im Landkreis Fulda (Hessen). Die Pfarrei gehört zum Pastoralverbund Hessisches Kegelspiel zu den heiligen 14 Nothelfern im Dekanat Hünfeld-Geisa des Bistums Fulda. 

## Beschreibung
Die ehemalige Stiftskirche wurde nach der Aufhebung des Kollegiatstifts katholische Pfarrkirche. Um die Mitte des 14. Jahrhunderts wurde eine Kreuzbasilika unter Wiederverwendung älterer Bauteile gebaut, nachdem der romanische Vorgängerbau eingestürzt war. Sie hat ein Langhaus aus Mittelschiff und zwei Seitenschiffen, ein Querschiff und einen Chor mit dreiseitigem Abschluss. Der achteckige Vierungsturm, der mit einem schiefergedeckten, spitzen Helm bekrönt ist, wurde 1349 errichtet. Der Obergaden ist nur mit vier gotischen Maßwerkfenstern durchbrochen, obwohl das Langhaus sechs Arkaden hat. Das erste und vierte Paar der Stützen von Westen sind als Pfeiler gebildet, über denen ein Strebepfeiler an der Außenseite des Obergadens aufsteigt. Zwischen den letzten westlichen Arkaden des Mittelschiffs ist eine Empore eingebaut. Maßwerkfenster haben auch der Chor und die Giebel des Querschiffs. 
Die Querarme und das Langhaus sind flachgedeckt, der Chor und die Vierung sind mit einem Gewölbe überspannt. Im Chor befindet sich eine frühgotische Piscina. Der Hochaltar ist modern. Die beiden Seitenaltäre von 1668 und 1669 sind mit Knorpelwerk verziert. Sie wurden 1954 aus der Kirche Fulda-Neuenberg übertragen. Die Orgel mit 19 Registern auf zwei Manualen und Pedal wurde 1767 von Johann-Markus Oestreich für die Stadtpfarrkirche Fulda gebaut, 1837 wurde sie hierher umgesetzt.